# Gankowa Przełęcz

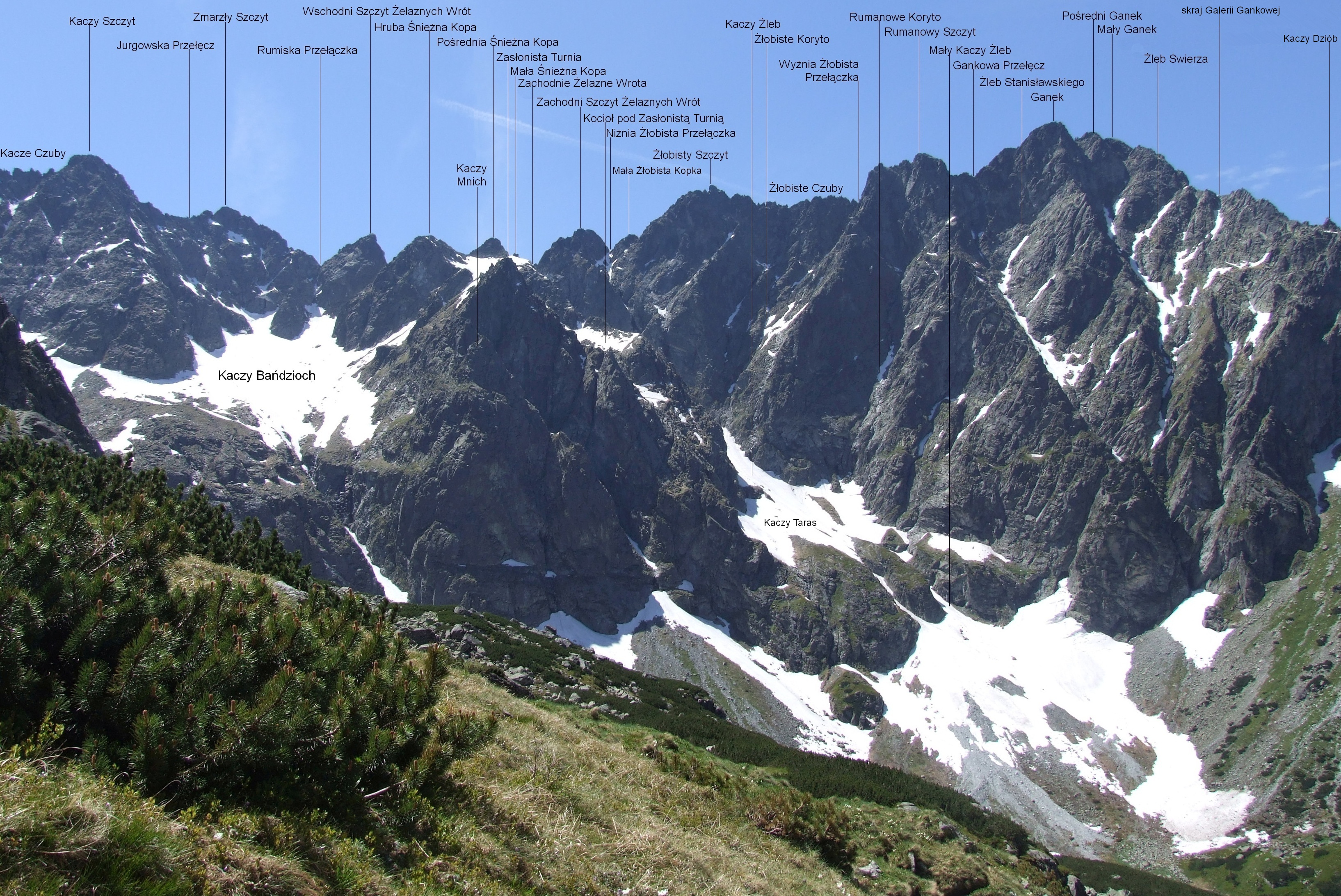
Gankowa Przełęcz od północy

Gankowa Przełęcz (słow. Ganková štrbina, Štrbina Ganku, niem. Ganekscharte, węg. Ganek-rés, ok. 2388 m n.p.m.) – przełęcz w głównej grani Tatr, pomiędzy Gankiem (Gánok, 2462 m) a północno-zachodnim wierzchołkiem Rumanowego Szczytu (Rumanov štít, 2428 m).
Jest to szeroka przełęcz o dwóch siodłach rozdzielonych małą kopką. Przejście między nimi jest łatwe. Minimalnie niższe jest siodło północno-zachodnie. Do Dolinki Rumanowej z obydwu siodełek opadają żlebki łączące się około 50 m poniżej grani. Poniżej ich miejsca połączenia jest mało strome piarżysko i Rumanowa Ławka. Dolna część ściany poniżej Rumanowej Ławki jest skalista, stroma i są w niej dwa żleby rozdzielone szeroką grzędą. Lewy jest przedłużeniem żlebków spod siodełek przełęczy. Jest wąski, ma charakter komina i są w nim dwa progi. Prawy żleb jest szerszy, mniej stromy, a le jego boczne ściany są strome. Około 30 m poniżej Rumanowej Ławki jest w nim urwisty próg przecięty wąskim kominem. Powyżej Rumanowej Ławki przekształca się w depresję podchodząca pod przełączkę między zachodnim i środkowym wierzchołkiem Rumanowego Szczytu.
Do Doliny Kaczej z Gankowej Przełęczy opada olbrzymia depresja o deniwelacji około 600 m. Jej środkowa część to Żleb Stanisławskiego.
Nazwa przełęczy pochodzi od sąsiedniego szczytu Ganku.

## Taternictwo

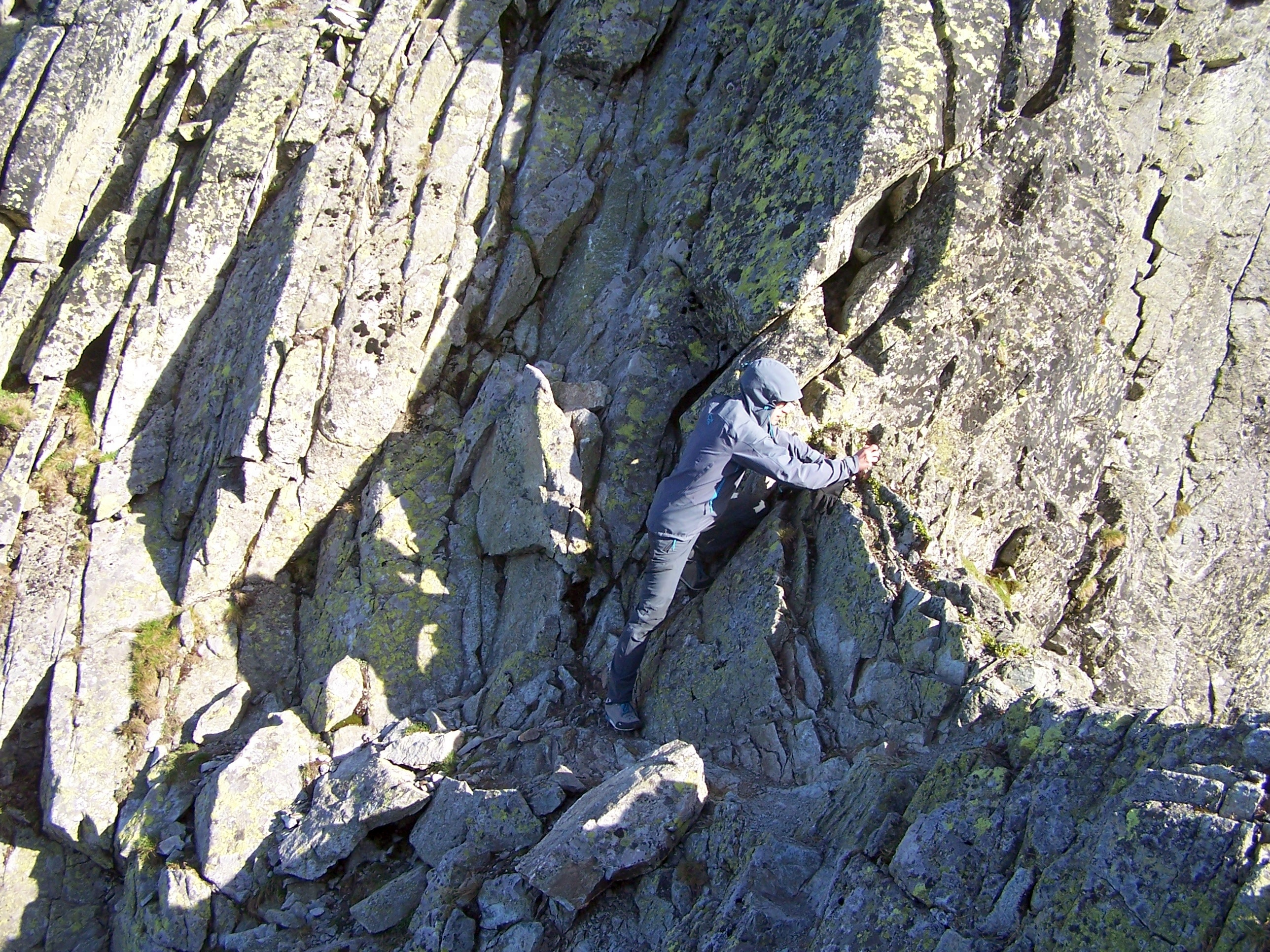
Na Gankowej Przełęczy

Najłatwiejsze wejście na Gankową przełęcz jest z Dolinki Rumanowej (droga nr 2).
Pierwsze wejścia na przełęcz
- letnie: Leopold Świerz, Jędrzej Wala młodszy, 7 lipca 1877 r.,
- zimowe: Ede Hruby, Jenő Madaras, 27 marca 1909 r.[3]
- pierwsze przejście Żlebu Stanisławskiego: Wiesław Stanisławski, Józef Wójcik 17 lipca 1930 r.[2]

Historia
Ze Żlebem Stanisławskiego i jego okolicami wiążą się trzy dramatyczne taternickie wydarzenia. Opisał je w trzech opowiadaniach Wawrzyniec Żuławski w „Tragediach tatrzańskich”:
- w czasie próby pierwszego zimowego przejścia Północno-wschodniego Filara Ganku z wycieńczenia zmarł słynny taternik Wincenty Birkenmajer („Śmierć Birkenmajera”). Przypadek ten taternicy nazywają błędem Birkenmajera;
- tragiczny koniec zespołu Andrzej Nunberg-Jerzy Woźniak („W ścianach Rumanowego i Ganku”);
- dramatyczna, ale szczęśliwie zakończona wyprawa Ruth Hale, Witolda Henryka Paryskiego i Ludwika Januszewicza w sierpniu 1937 r. („Gdy Tatry ogarnie powódź”)[2].

Drogi wspinaczkowe
1. Północno-wschodnią depresją (Żlebem Stanisławskiego); V w skali tatrzańskiej, czas przejścia 7 godz.
2. Z Dolinki Rumanowej przez Rumanową Ławkę; 0, 45 min
3. Wprost z Dolinki Rumanowej prawym żlebem; 0+, 30 min
4. Wprost z Dolinki Rumanowej (Ponura afera); IV+, 2 godz.[2]